# Șah atomic

Exemplu de mutare în șahul atomic

Șahul atomic are aceleași reguli ca șahul clasic. Diferența este că nu există șah sau mat și în timpul unei capturări explodează piesa capturată, piesele de pe pătrățelele vecine cu excepția pionilor și piesa care capturează. Câștigă jucătorul care explodează regele adversar.